# Xenocytaea mccooki
Xenocytaea mccooki är en spindelart som först beskrevs av Tord Tamerlan Teodor Thorell 1892.  Xenocytaea mccooki ingår i släktet Xenocytaea och familjen hoppspindlar. Inga underarter finns listade i Catalogue of Life.